# Spirontocaris arcuata
Spirontocaris arcuata är en kräftdjursart som beskrevs av Mary Mary Jane Rathbun 1902. Spirontocaris arcuata ingår i släktet Spirontocaris och familjen Hippolytidae. Inga underarter finns listade i Catalogue of Life.